# TL;DR
TL;DR, 풀어서 "too long; didn't read"(너무 길어서 읽지 않았다)는 응답이 되는 어떠한 텍스트가 그 길이 때문에 무시되고 있다는 것을 말하는 인터넷 속어이다. 속어로 "Too lazy; didn't read"(너무 게을러서 읽지 않았다)를 가리킬 수도 있다. 온라인 게시물이나 신문 기사의 요약을 위한 기표로도 사용된다.
이 문구는 적어도 2003년으로 거슬러 올라가며 2013년 옥스포드 사전 온라인에 추가되었다.

## 같이 보기
- 정보 과다
- 사이버 문화